# Louisa Clement
Louisa Clement (* 1987 in Bonn) ist eine deutsche Künstlerin.

## Leben
Louisa Clement studierte von 2007 bis 2010 Malerei und Grafik in der Klasse von Leni Hoffmann an der Akademie der Bildenden Künste Karlsruhe. Im Anschluss studierte Clement ab 2010 freie Kunst in der Klasse von Andreas Gursky an der Kunstakademie Düsseldorf, das sie im Jahre 2015 als Meisterschülerin von Andreas Gursky abschloss. Nachdem sie das Max-Ernst-Stipendium der Stadt Brühl erhalten hatte, erhielt sie später den Förderpreis des Landes Nordrhein-Westfalen für junge Künstlerinnen und Künstler sowie im selben Jahr das Stipendium der Konrad-Adenauer-Stiftung. Clement lebt und arbeitet in Bonn und wird von Judy Lübke (Galerie Eigen + Art) und der Galerie Kunst & Denker Contemporary vertreten. Ihre Arbeiten sind Bestandteil von Sammlungen wie der Huis Marseille (Amsterdam, Niederlande), Atlanta Kulturstiftung (Bad Homburg, Deutschland), Sammlung der Stadt Brühl (Brühl, Deutschland), Sammlung Ringier (Zürich, Schweiz).
2023 wurde sie mit dem Bonner Kunstpreis ausgezeichnet. Der Preis ist mit einer Ausstellung im Kunstmuseum Bonn verbunden, die am 21. Februar 2024 eröffnet wurde.

## Einzelausstellungen
- 2014: „Louisa Clement“, Roland-Stiftung

- 2015: „Der Versuch die Unendlichkeit zu erfassen, oder die Erfahrung, dass meine Zeichnung begrenzt ist“, Jagla Ausstellungsraum, Köln, Deutschland
- 2015: „Transformationsschnitt“, Kunstraum Fuhrwerkswaage, Köln, Deutschland
- 2015: „Pressure to Perform“, Tyson Raum, Köln, Deutschland

- 2016: „Beyond the Yes or No“, Cite des international des Arts, Paris, Frankreich
- 2016: „Focus #2“, manifestO, Toulouse, Frankreich
- 2016: „Déjà Vu“, Paul-Clemen-Museum, Bonn, Deutschland
- 2016: „The Future Looking Back“, Galerie Martinetz, Köln, Deutschland
- 2016: „One Step Ahead Moving Backwards“, Kunst & Denker Contemporary, Düsseldorf, Deutschland

- 2017: „Des Tänzers Weg der Seele“, Wentrup Gallery, Berlin, Deutschland
- 2017: „1917 – In Erinnerungen an Luise Straus-Ernst die Rekonstruktion ihrer Kriegsausstellung im Wallraff – eine Reflexion von Louisa Clement“, Wallraf-Richartz Museum, Köln, Deutschland

- 2018: „Language of Realities“, Kunstraum Riehen, Schweiz
- 2018: „Fractures“ (mit Studio Miessen), WNTRP, Berlin, Deutschland
- 2018: „Zwischenstände“, Konrad Fischer Galerie, Düsseldorf, Deutschland

- 2019: „Remote Control“, Ludwig Forum Aachen, Deutschland
- 2019: „Remote Control“, Digitale Kunsthalle ZDF
- 2019: „Remote Control“, Sprengel Museum Hannover, Deutschland
- 2019: „Disruption“, Bernier Eliades Gallery, Brüssel, Belgien

- 2020: „Louisa Clement | Mary Audrey Ramirez“, Martinetz Galerie, Köln, Deutschland
- 2020: „Omissions“, Eigen + Art Lab, Berlin, Deutschland
- 2020: „Not Lost in You“, collectors room, Hamburg, Deutschland
- 2020: „Area caproni u8opio“ mit Georg Herold, Cassina Projects, Mailand, Italien

- 2021: „Human Error“, Kunst & Denker Contemporary, Düsseldorf, Deutschland
- 2021: „Counter Pain“, Cassina Projects, Mailand, Italien
- 2021: „Louisa Clement“, Bad Gastein, Österreich
- 2021: „Double Bind“, Kunsthalle Gießen, Deutschland
- 2021: „Resonating Cavity“, ZAZ10TS, New York City, USA

- 2022: „Repräsentantinnen (in-residence)“, Casino Luxembourg – Forum d’Art Contemporain, Luxemburg

- 2023: „Compression“, Galerie EIGEN + ART, Berlin, Deutschland
- 2023: „Inside“, Kunstverein Dresden, Dresden, Deutschland
- 2023: „Human Error“, Paula Modersohn-Becker Museum, Bremen, Deutschland

- 2024: „Bonner Kunstpreis. Louisa Clement“, Kunstmuseum Bonn

## Kataloge und Bildbände
- Louisa Clement: as found. Strzelecki Books, 2013, ISBN 3-942680-43-2.
- Louisa Clement, Ulrike Ulrich: Loop. Strzelecki Books, 2013, ISBN 978-3-942680-37-0.
- Louisa Clement: 1917. In Erinnerung an Luise-Straus-Ernst. Die Rekonstruktion ihrer Kriegsausstellung im Wallraf. Mit einer Reflexion von Louisa Clement. aga press, 2017, ISBN 978-3-945364-06-2.
- Louisa Clement: Transformationsschnitt. Sprungturm Verlag, 2015, ISBN 978-3-9815061-5-0.
- Louisa Clement: Remote Control. Hatje Cantz Verlag, 2019,  ISBN 978-3-7757-4531-4.
- Louisa Clement: Representative. Kettler Verlag, 2021, ISBN 978-3-86206-906-4.
- Grunwald / Schmidt: Louisa Clement. Deutscher Kunstverlag, 2023, ISBN 978-3-422-80164-6.